# Фантастични животни и къде да ги намерим
 Тази статия е за книгата.  За филма вижте Фантастични животни и къде да ги намерим (филм).  
„Фантастични животни и къде да ги намерим“ е книга, написана от английската писателка Дж. К. Роулинг за магическите създания в света на Хари Потър. Тя е копие на учебника на Хари Потър, споменат в първата част – Хари Потър и Философският камък.
В интервю от 2001 с Scholastic, Роулинг заявява, че е избрала предмета за магически създания, защото е забавна тема, за която вече е разработила доста информация. Името на Роулинг не е написано на оригиналната корица, a авторът носи псевдонима „Нют Скамандър“.
Приходите от книгата са в полза на благотворителната организация Comic Relief, свързана с БиБиСи. Над 80% от цената на всяка продадена книга отива директно за бедните деца в различни места по целия свят. Според Comic Relief продажбите на тази книга заедно с Куидичът през вековете са събрали 15,7 милиона паунда.

## Резюме
Фантастични животни написан от зоомага Нют Скамандър, измислен герой в поредицата Хари Потър. В сериите магизоологията е наука, която изучава магическите създания.
Фантастични животни и къде да ги намерим съдържа историята на Магизоологията и описва 75 магически видове, срещани по цял свят. Авторът Скамандер казва, че е събрал повечето информация в книгата от чрез наблюдения, които направил през годините, докато пътува през пет континента. Той отбелязва, че първото издание е било възложено през 1918 година от г-н Августутс Уорм. Тя обаче не е била публикувана до 1927.
В света на Хари Потър книгата е задължителен учебник за първокурсниците в Хогуортс, след като е била одобрена още от първото си издание. Не е ясно защо книгата трябва на първокурсниците, защото учениците не изучават Грижа за магическите създания, докато не станат трети курс. Въпреки че може да се използва като енциклопедия в часа по Защита срещу черните изкуства.

## Издания
Издания на Scholastic
Меки корици: ISBN 0-439-29501-7
Твърди корици Box Set: ISBN 0-439-32162-X (включва Фантастични животни… и Куидичът през вековете)
Меки корици Box Set: ISBN 0-439-28403-1
Издание на Bloomsbury
Меки корици: ISBN 0-7475-5466-8
Издание на Sagebrush Rebound
Училищно и библиотекарско издание: ISBN 0-613-32541-9

### В България
В България книгата „Фантастични животни и къде да ги намерим“ е издадена с твърди корици, като част от фентъзи поредицата за Хари Потър на издателство „Егмонт“.